# Protoplanetáris köd
A protoplanetáris köd egy születőben lévő planetáris köd, egy öreg csillag haldokló fázisa. A hasonlóan hangzó elnevezés szerencsétlen és keverésre ad alkalmat, de a planetáris ködök is a kis távcsövekben a planétákhoz hasonló vizuális megjelenésükről kapták a nevüket.

## Elnevezése
A protoplanetáris köd elnevezés szerencsétlen, minthogy gyakran használják ezt az elnevezést, amikor protoplanetáris korongokról beszélnek. A protoplanetáris köd elnevezés a régebbi planetáris köd elnevezésből származik: amikor a korai csillagászok távcsöveiken át néztek planetáris ködöket, hasonlóságokat fedeztek fel a planetáris ködben a Neptunusszal és az Uránusszal. Az összetéveszthetőség elkerülése végett Sahai, Sánchez Contreras & Morris 2005-ös tanulmánya a preplanetáris köd elnevezést javasolja, ami nem mutat átfedést más csillagászati területtel.